# Пожаров Олександр Анатолійович
Олександр Анатолійович Пожа́ров (нар. 13 грудня 1950, Москва) — радянський і російський актор театру і кіно, радіоведучий, співак, народний артист Росії (2006) , творець образу Шури Каретного. 

## Біографія
Народився 13 грудня 1950 року в Москві.
У 1975 році закінчив Вище театральне училище імені М. С. Щепкіна (курс М. А. Анненкова). Того ж року був прийнятий до трупи театру «Ермітаж». У 1992-1994 роках — ведучий (разом з Ігорем Письменним) програми «Дело» на 1-му каналі Останкіно.
Довгі роки брав участь у записі радіопостановок, озвучуванні мультфільмів і комп'ютерних ігор (так, протягом 10 років був голосом Чапаєва із серії ігор про Петьку і Василя Івановича). 
У 2010 році з'явився на «Дитячому радіо» під псевдонімом Астроном Остроумович. У ранковій передачі розповідав про тварин, динозаврів тощо. 
Вболіває за футбольний клуб «Спартак». 
У 2016 році стало відомо, що Пожаров хворий на рак. Був успішно прооперований у вересні 2017 року, пройшов два курси хіміотерапії. Наразі проходить курс реабілітації.
Друга дружина — Юлія Осокіна, балерина, випускниця сценарного факультету ВДІКу. 

### Шура Каретний
Широку популярність актор здобув 1998 року після появи в образі Шури Каретного - філософствуючого матюкальника середніх років, який нібито неодноразово відбував покарання в місцях позбавлення волі (в одному з монологів Шура згадує про те, що в нього дві судимості). На магнітофонних касетах мільйонними накладами розійшлися кілька альбомів «Шури Каретного», де Пожаров, рясно використовуючи ненормативну лексику і шепелявлячи, в неповторному стилі переказував зміст популярних голлівудських кінофільмів - «Годзілла», «Титанік» та російських народних казок, а також виконував пісні в стилі блатняка.
Оповідання йшло у формі монологу, в якому «Шура» звертався до свого приятеля — «кореша Коляна», який завжди мовчав. Фрази «Шури Каретного» скоро розійшлися на цитати. Тим часом сам артист в одному зі своїх інтерв'ю зізнався, що не використовує матюків у повсякденному житті та застосовує ненормативну лексику винятково на сцені та під час запису своїх альбомів. 
Походження псевдоніма очевидне від назви вулиці Каретний Ряд, де розташований театр «Ермітаж», в якому довгі роки працює актор. На початку XXI століття Пожаров в образі «народного філософа Шури Каретного» кілька років вів програму на московському «Радіо Тройка», проте в його виступах уже був відсутній мат.
Окремим циклом Шури Каретного є його обговорення історичних особистостей («Слово про Пушкіна», «Слово про Гоголя» тощо), а також перекази вітчизняної та зарубіжної класики («Злочин і кара», «Муму», «Гамлет» і багато інших). У 2015 році Пожаров в образі Шури Каретного став вести свій відеоблог на YouTube. Тоді ж узяв участь у записі пісень гурту «Глас Пророка». Його голос можна почути в заголовній композиції альбому, а також на концертах гурту.

## Визнання та нагороди
- Заслужений артист Росії (6 квітня 1992) — за заслуги в галузі мистецтва
- Народний артист Росії (22 червня 2006) — за великі заслуги в галузі мистецтва